# Wolfgang Brameshuber

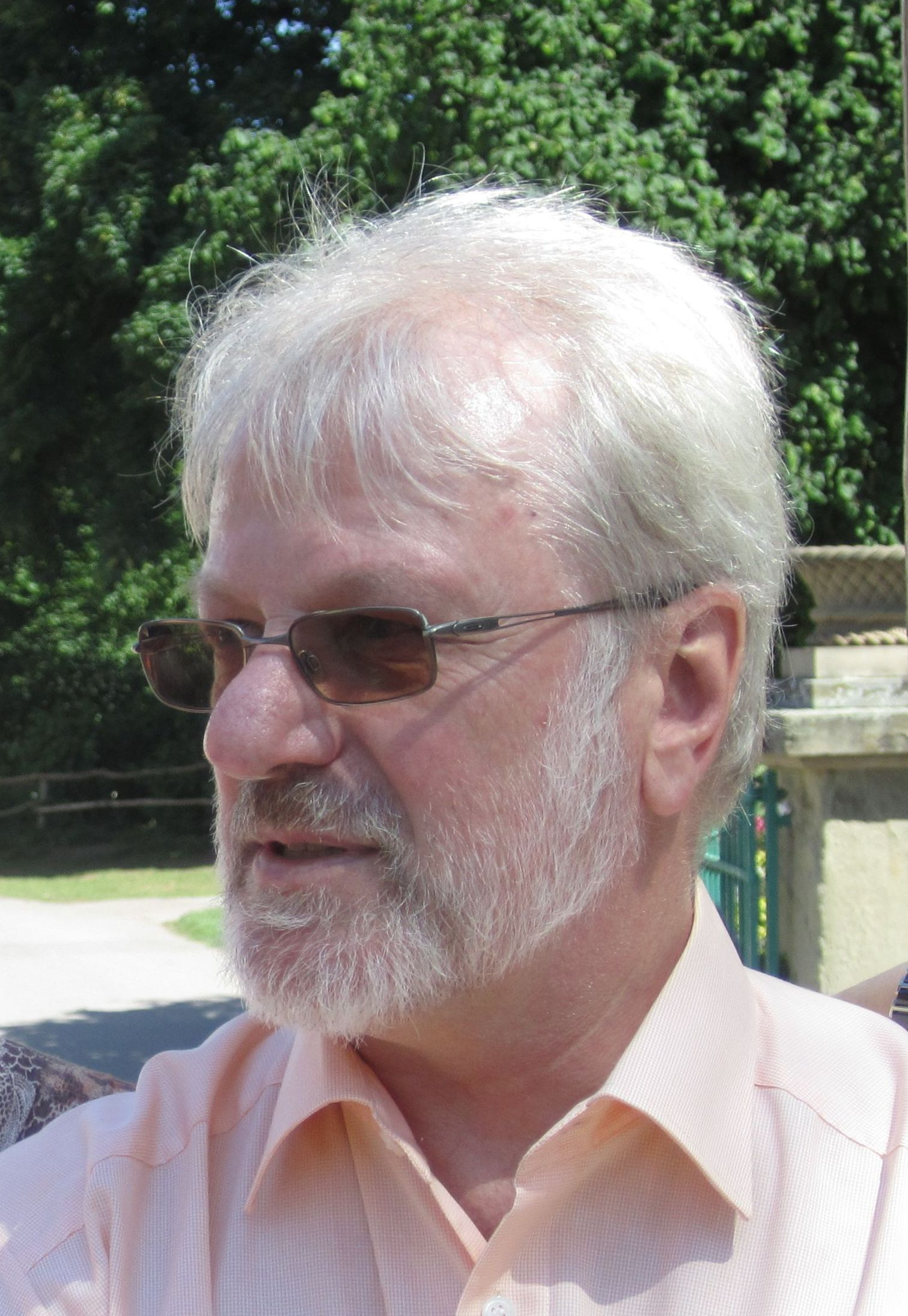
Wolfgang Brameshuber (2012)

Wolfgang Brameshuber (* 2. August 1956 in Mannheim; † 16. September 2016 in Santa Teresa Gallura, Italien) war ein in Deutschland lebender österreichischer Bauingenieur.

## Leben und Wirken
Brameshuber studierte Bauingenieurwesen an der Universität Karlsruhe. Von 1981 bis 1988 war er Wissenschaftlicher Mitarbeiter am Institut für Baustofftechnologie der Universität Karlsruhe. 1988 wurde er bei Hubert K. Hilsdorf zum Dr.-Ing. promoviert und war von 1989 bis 1991 Mitarbeiter Baustofftechnologische Beratung für Planung und Ausführung des Ingenieurbüros BUNG, Heidelberg. Anschließend wurde er Leiter des Zentralen Labors der Bilfinger Berger AG in Mannheim und der Baustofflabore in Wiesbaden (Auslandsbereich) und Leipzig.
Zum 1. Januar 1999 erhielt er einen Ruf auf den Lehrstuhl für Baustoffkunde der RWTH Aachen sowie in den Vorstand des Instituts für Bauforschung an der RWTH Aachen. Darüber hinaus war er von 2010 bis 2012 Dekan des Fachbereichs Bauingenieurwesen der RWTH. Seit 2008 war er zudem Gesellschafter der Brameshuber + Uebachs INGENIEURE GmbH (BUI), einem national und international tätigen Ingenieurbüro für Bauschadensfeststellung und Baustofftechnologie, das weiterhin besteht.
Brameshuber hat zahlreiche Bücher und Veröffentlichungen im Bereich Bauschadensfeststellung und Baustoffberatung publiziert. 